# День колосса
«День колосса» (англ. Day of the Colossus) — двенадцатый эпизод четвёртого сезона американского мультсериала «Легенда о Корре».

## Сюжет
Болин удерживает обрушившееся здание, и все выбираются из под него. Армия Кувиры идёт в город, и Асами говорит, что у неё есть ещё 2 меха-скафандра в офисе. Кондуктор сообщает, что железная дорога уничтожена, и эвакуация не удастся. Царевич Ву и Ту отправляется за помощью. Мило предлагает атаковать гигантского робота шарами с краской, и маги воздуха забрызгивают ею глаза машины. Маги металла связывают ему ноги, и маги воздуха пытаются свалить робота, но Кувира удерживается, не упав. Она открывает ответный огонь из лазерной пушки, и герои отступают. Асами тестирует крылья на скафандре, а затем Варик и Жу Ли отправляются исполнить его замысел по отключению роботов. Суинь Бейфонг мирится с сыном, Баатаром-младшим, который пришёл в себя и попросил прощения за всё. Варик и Жу Ли взбираются на электромагнитную башню, и первый хочет признаться помощнице в своих чувствах, но не успевает. Когда приближается армия Кувиры, он устраивает электромагнитный импульс, и маленькие роботы отключаются, однако гигант продолжает двигаться.
Лин освобождает Хироши Сато из тюрьмы, и он собирается помогать. Команда решает проникнуть внутрь робота. Хироши предлагает пропилить отверстие внутрь него. Пема развлекает жителей города, и царевич Ву с Ту приводят кротобарсуков, которым нравится пение первого, и они прорывают подземный тоннель. Люди идут по нему. Баатар-младший говорит, что нужно будет делать внутри робота, и Корра с остальными идёт отвлекать гиганта, пока Варик, Жу Ли, Асами и Хироши продолжают подготовку. В ходе битвы с роботом, Тензин получает ранение, когда спасает Джинору от лазера. Маги земли заваливают робота под здание, но Кувира встаёт из под обломков. Солдаты Великого объединителя спускаются в тоннель к людям, но царевич Ву натравливает на них кротобарсуков. Асами окончательно мирится с отцом, а Варик делает Жу Ли предложение. Она соглашается выйти за него замуж. Затем четвёрка летит к гигантскому роботу и пытается пропилить вход внутрь. Варик и Жу Ли катапультируются из скафандра, когда у них не получается сделать задуманное. Корра замораживает часть робота, и замысел удаётся исполнить Хироши и Асами. Однако Кувира, избавившись ото льда, собирается их прихлопнуть, и отец катапультирует дочь, жертвуя собой и завершая пиление. Корра, Мако, Болин, Лин и Су проникают внутрь робота.

## Отзывы

Динамика оценок IGN к эпизодам 4 сезона мультсериала

Макс Николсон из IGN поставил эпизоду оценку 9 из 10 и написал, что «помимо великолепных сцен с магией, было также несколько острых моментов с персонажами, в первую очередь с Асами и Хироши, а также с Вариком и Жу Ли». Оливер Сава из The A.V. Club дал финальным сериям оценку «A» и назвал «душераздирающей» «сцену в замедленной съёмке, в которой Асами вылетает из кабины и понимает, что сейчас произойдёт с её отцом». Каси Феррелл из Den of Geek отметила то, как «царевич Ву ведёт людей в безопасное место».
Главный редактор The Filtered Lens, Мэтт Доэрти, поставил эпизоду оценку «A» и написал, что «жертва Хироши оказалась на удивление эффективной», ведь «если и было кого убить, так это его». Мордикай Кнод из Tor.com похвалил сражение с гигантским роботом. Мэтт Пэтчес из ScreenCrush написал, что «„День колосса“ — это 22-минутное волшебство, включающее в себя одни из самых творческих и душераздирающих экшн-сцен», которые рецензент «когда-либо видел».